# Erik Hrnčár
Erik Hrnčár (22 giugno 1971) è un ex calciatore ed ex giocatore di calcio a 5 slovacco, di ruolo difensore.

## Carriera
Conta 136 presenze e 12 reti in Superliga e qualche presenze nella seconda serie del calcio slovacco.
In gennaio 2015 divenne allenatore-giocatore di ČFK Nitra.
Giocò anche a calcio a 5 per l'1. SC Incar Nitra.